# Фам Куок Бао
Фам Куок Бао е виетнамски дипломат.
Завършва Азербайджанския държавен университет. Посланик е в България и за Република Македония от 2005 година.